# Église Saint-Médard de Curchy
L'église Saint-Médard de Curchy est une église catholique située sur le territoire de la commune de Curchy dans le département de la Somme, en France, au sud de Péronne.

## Historique
L'église de Curchy est un édifice dont la construction date du XVIIIe siècle excepté la tour-clocher dont la construction remonte au XVe siècle. L'édifice remplace un sanctuaire du XIIe siècle dont il reste quelques éléments.

## Caractéristiques
L'église de Curchy est construite selon un plan basilical traditionnel avec nef à bas-côtés, transept et chœur. La partie la plus ancienne de l'église est le clocher, puissante tour quadrangulaire construite en pierre et renforcée par des contreforts. Une tourelle circulaire à l'angle sud du clocher permet d'accéder aux parties supérieures. la tour-clocher est percée d'un portail à moulure prismatique donnant accès à l'édifice. Une baie vitrée surmonte le porche. Le reste de l'édifice est construit en brique sur les bases en pierre plus ancienne.
Les piliers de la nef sur lesquels reposent des arcades en tiers-point sont de forme quadrangulaire. L'église conserve des fonts baptismaux en pierre du XIIe siècle et un bas-relief représentant un épisode de la vie de saint Médard en dessous duquel est gravée l'épitaphe de Jean Liesse, laboureur de Churchy mort en 1502. les fonts baptismaux et le bas-relief sont protégés en tant que monuments historiques au titre d'objets depuis 1907.
Les deux coqs, girouettes sur croix latines, sur le clocher, témoigneraient de l'époque où la dîme était payée aux évêques de Péronne et de Corbie

## Photos

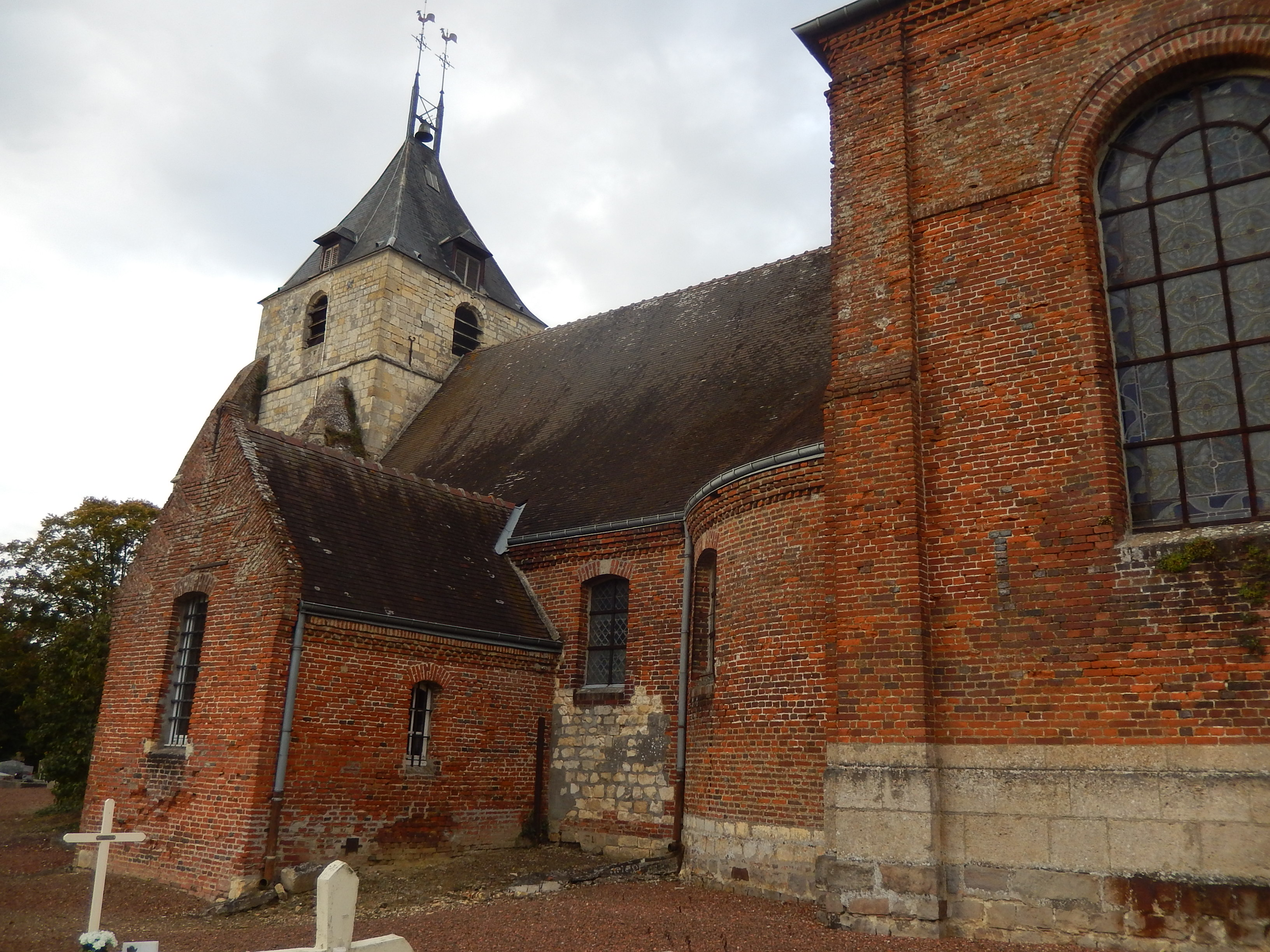
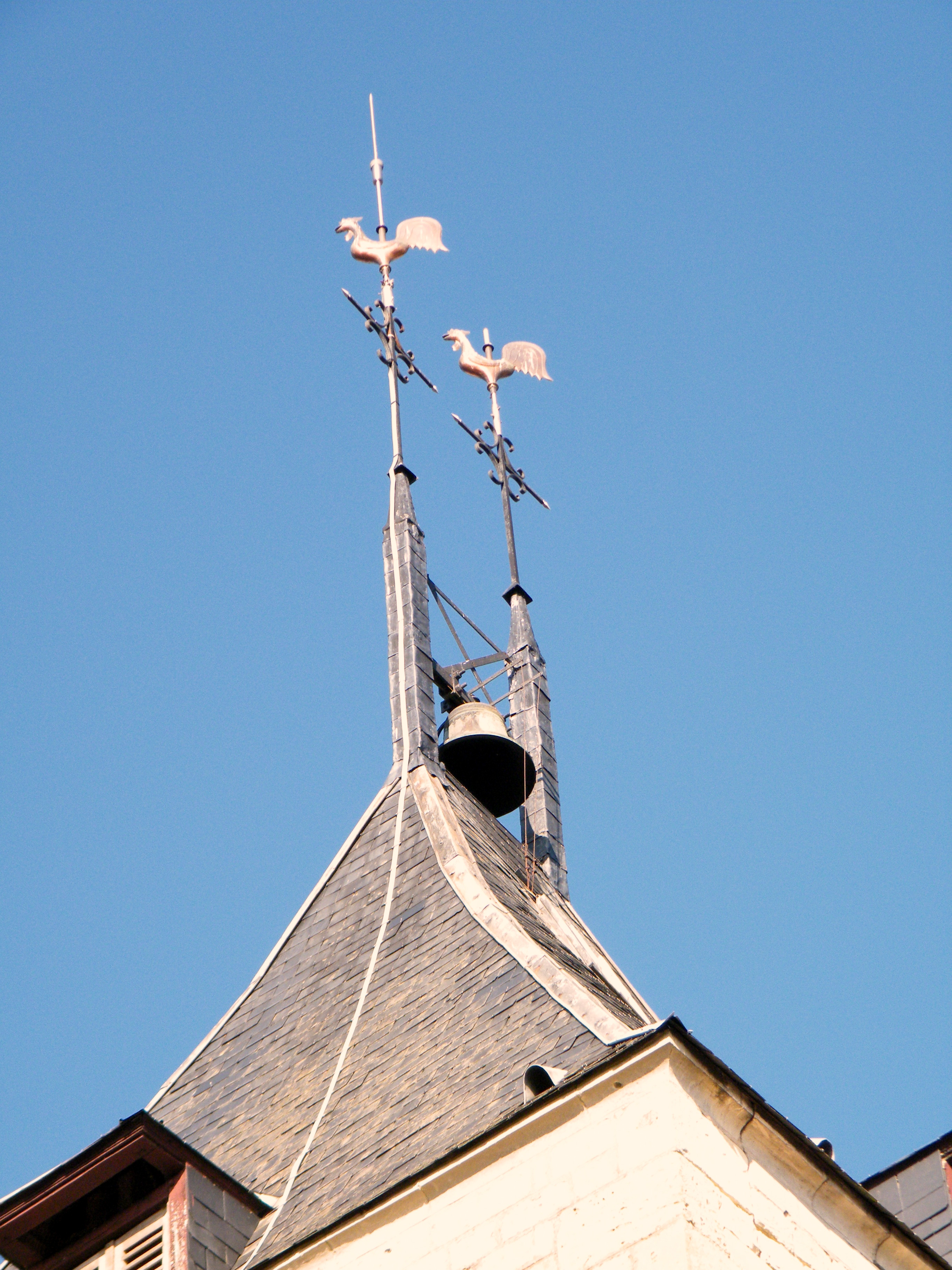